# Napoléon (miniserie televisiva)
Napoléon è una miniserie televisiva, divisa in quattro puntate, nata con una coproduzione franco-canadese. Diretta da Yves Simoneau, tratta la vita dell'imperatore francese Napoleone Bonaparte, basandosi sui bestseller di Max Gallo.
La fiction illustra, e talvolta accenna, i più importanti eventi militari che coinvolsero l'imperatore dei francesi, come la battaglia di Eylau, Austerlitz, Waterloo e la ritirata dalla Russia. La serie si incentra, più specificatamente, sulla vita privata e politica di Napoleone: il matrimonio ed il successivo divorzio dalla moglie Giuseppina, il matrimonio con Maria Luisa d'Austria, figlia di Francesco II, e le relazioni clandestine con Eleanore Denuelle e Maria Walenska.

## Trama
Napoleone è un uomo solo, che sentì tanto profondamente il peso e il senso della storia da sacrificare l'amore per Joséphine che non poteva dargli un erede su cui fondare una nuova dinastia.
Sarà proprio il loro tormentato rapporto uno dei punti cruciali del film, insieme alla passione per la giovane contessa polacca Maria Walewska e il matrimonio "politico" con l'arciduchessa austriaca Maria Luisa d'Asburgo-Lorena.

### Prima puntata
Sant'Elena, 1818: Napoleone in esilio trascorre il tempo sotto l'occhio vigile degli inglesi. Un giorno gli capitano tra le mani un paio di vecchi stivali. La sua mente torna allora al 1795 quando in un salotto parigino dell'alta società conosce la bella vedova Joséphine de Beauharnais, sua futura moglie. Al giovane generale senza comando viene affidata da Paul Barras la difesa della repubblica contro i monarchici insorti, Napoleone sconfigge i ribelli grazie alle sue doti di stratega militare e viene nominato Capo di Stato maggiore. Dopo aver sposato Joséphine parte per la campagna d'Italia con l'intento di strapparla agli austriaci. Torna a casa vincitore osannato dai compatrioti. In Egitto l'impresa è più difficile e in Francia giungono gli echi delle vittorie ma anche della sconfitta della flotta ad Abukir per mano degli inglesi. Costretto ad abbandonare l'impresa nonostante le vittorie sul terreno complice l'epidemia che aveva decimato le truppe, al suo ritorno in patria, Napoleone viene comunque acclamato dal popolo. Egli inizia a pensare a un colpo di stato, allo scopo di impedire che Luigi XVIII salga sul trono e ponga fine all'esperienza repubblicana. Tuttavia dopo una tumultuosa riunione di governo, i deputati lo dichiarano fuorilegge. Le sorti di Napoleone sembrano segnate, ma grazie all'appoggio delle truppe di Gioacchino Murat viene nominato Console della Repubblica francese. Nella notte di Natale del 1800, Bonaparte scampa miracolosamente a un attentato dinamitardo.

### Seconda puntata
Con un plebiscito popolare Napoleone Bonaparte viene proclamato imperatore. È lui stesso a porre sul suo capo la corona nel corso della cerimonia di incoronazione del 2 dicembre 1804, con la benedizione di Papa Pio VII. Anche Joséphine viene incoronata imperatrice nonostante l'opposizione della madre di Napoleone che si rifiuta di presenziare alla cerimonia. Nove mesi dopo inizia una dura offensiva contro gli Stati controrivoluzionari della coalizione, prima a Boulogne, poi ad Austerlitz dove la Grande Armée francese sconfigge i paesi della Terza coalizione. Il ministro degli esteri Talleyrand consiglia all'imperatore di ripudiare Joséphine, incapace di dargli un erede, per sposare la granduchessa Maria Luisa d'Austria, ma egli rifiuta sdegnato la proposta. Intanto intrattiene una relazione extraconiugale con una giovane dama di compagnia della moglie, Eleonore, dalla quale ha un figlio illegittimo. Napoleone rifiuta il riconoscimento di paternità ma lo eleva alla dignità di conte, garantendogli anche una cospicua rendita. È quindi la volta di attaccare la Prussia e la Russia sua alleata. Vittoria dopo vittoria, Napoleone parte all'inseguimento dei russi attraverso la Polonia, dove conosce una giovane contessa, Maria Walewska, che implora il suo aiuto. Ella chiede all'imperatore di rendere la sua patria uno stato sovrano. Napoleone si invaghisce della donna e i due passano la notte insieme. La mattina seguente l'imperatore parte alla volta di Eylau dove avverrà lo scontro decisivo con l'esercito dello zar.

### Terza puntata
A Eylau avviene un duro scontro. La vittoria arriva, ma a caro prezzo. A Tilsit nel luglio 1807, lo zar Alessandro I firma il trattato di pace con Napoleone. L'anno dopo è la volta della Spagna. L'esercito francese viene attaccato dai ribelli, Madrid è messa a ferro e fuoco. Re Carlo è costretto ad abdicare e al suo posto viene insediato e proclamato re il fratello di Napoleone, Giuseppe Bonaparte, che viene però presto messo in fuga dai rivoltosi. Napoleone chiede aiuto allo Zar per fronteggiare gli eserciti della coalizione ma Alessandro I, intimorito dalla sua crescente ascesa, auspica piuttosto un equilibrio di potere in Europa. Bonaparte viene chiamato a Madrid. In Francia prende vita l'idea di un colpo di stato, che è però sventato al suo ritorno. Indebolito militarmente e politicamente, egli cerca alleanza nell'Austria. Divorzia da Joséphine e sposa la figlia dell'imperatore austriaco, Maria Luisa, che gli darà il tanto atteso erede. La guerra con la Russia, che ora appoggia apertamente gli inglesi, è inevitabile ormai. L'armata napoleonica giunge fino a Mosca, ma Napoleone trova una città deserta. Mentre Bonaparte dorme al Cremlino nella stanza da letto dello zar, udite delle esplosioni, si sveglia di soprassalto scoprendo che la città è in fiamme.

### Quarta puntata
Russia, 1812: l'esercito francese marcia stremato dal freddo. L'anno seguente, Metternich impone alla Francia di tornare entro i suoi vecchi confini, altrimenti l'Austria le dichiarerà guerra. Napoleone rifiuta risolutamente ogni concessione. Giuseppe chiede a Maria Luisa di lasciare Parigi in quanto il nemico è alle porte. Poi firma la resa ed ordina alle truppe di ritirarsi. Costretto ad abdicare, Napoleone viene confinato sull'isola d'Elba, mentre sul trono di Francia sale Luigi XVIII. Ma il suo esilio non dura molto, egli fugge dall'isola a bordo di un brigantino e, appoggiato dall'esercito e dal popolo, marcia su Parigi. Ricostituita la milizia, fronteggia i nemici a Waterloo, ma subisce una sconfitta pesantissima e definitiva. Viene nuovamente esiliato, questa volta nella sperduta isola di Sant'Elena, dove fa amicizia con Betsy Balcombe, una ragazzina del luogo, alla quale di tanto in tanto racconta della sua vita. «Il governatore vuole uccidermi, mi sta avvelenando poco a poco», confida alla piccola Betsy. «A Londra, quando saprete della mia morte, rammentatevi di quello che ci siamo detti in questi tre anni».

## Produzione
Le riprese sono state effettuate in Marocco, Austria, Repubblica Ceca, Francia, Canada, Ungheria e sull'isola di Sant'Elena, tra il maggio e l'ottobre 2001.

## Edizioni home video
La miniserie venne distribuita nel mercato home video in un'edizione per l'Italia, la Repubblica di San Marino e la Città del Vaticano, in un cofanetto di 4 DVD distribuito da ElleU.

## Doppiaggio
L'edizione italiana della miniserie televisiva del 2002 è stata curata da Filippo Ottoni, direttore del doppiaggio e anche autore di dialoghi, con l'assistenza di Silvia Menozzi per conto della Rai; mentre il doppiaggio italiano venne eseguito dalla Sefit-CDC.
Ampi spezzoni tratti dallo sceneggiato sono inclusi nello speciale di Superquark di Piero Angela dal titolo Napoleone. Seguendo la grande armata.

## Distribuzione
La miniserie venne distribuita in prima visione assoluta (ossia ancora prima di una pubblicazione in DVD e prima della distribuzione nel Paese di produzione) dal canale televisivo Raiuno dal 17 settembre 2002 e fino al 3 ottobre dello stesso anno, non in edizione originale ma nell'edizione appositamente doppiata in lingua italiana.
La miniserie venne distribuita in prima visione nell'edizione originale in lingua francese dal canale televisivo France 2 (essendo la Francia il Paese di produzione della miniserie) dal 7 ottobre al 28 ottobre 2002. Venne poi distribuita in prima visione per il Canada da Super Écran, un canale televisivo canadese di lingua francese, dal 2 al 23 febbraio 2003; i diritti per la distribuzione in Canada passarono poi a ICI Radio-Canada Télé, un altro canale televisivo canadese di lingua francese.

## Controversie
La serie venne criticata da vari esponenti della Lega Nord, in particolare Umberto Bossi che così si espresse: «[Napoleone] massacrò i popoli del Nord, eppure il servizio pubblico lo presenta in modo oleografico». Le dichiarazioni del Senatùr provocarono la reazione dell'attore Gerard Depardieu, che difese Napoléon. Anche il giornalista John Lichfield, corrispondente da Parigi per l'Independent, sostenne che la maggior parte degli aspetti sgradevoli della campagna italiana di Napoleone fossero stati omessi.